# Diego Braghieri
Diego Luis Braghieri (Las Parejas, 23 febbraio 1987) è un calciatore argentino, difensore del Dep. Madryn.

## Biografia
Possiede il passaporto italiano per via delle sue origini.

## Carriera

### Club
Dopo aver trascorso due stagioni nelle file del Rosario Central, nel 2011 è stato acquistato dal Lanús in prestito.

## Palmarès

### Club
- Supercopa Argentina: 2

Arsenal: 2012
Lanús: 2016
- Copa Argentina: 1

Arsenal: 2012-2013
- Campionato argentino: 1

Lanús: 2016